# 秘密法藏经
《秘密法藏经》，又称《秘密经》（英語： 或 ），摩尼教的七部大经之一。这部经书在《仪略》中音译为“阿罗瓒部”，音译自中古波斯文，意为“秘密”（Secrets）。

## 经名考释
“阿”为翻译成汉语时加的前缀，其本名为“罗瓒”，即中古波斯语和帕提亚语的razan，意为秘密。
| 《克弗莱亚》148；《布道书25》 | 《赞美诗》46-47；139-40 | 《克弗莱亚》5     | 《布道书》94 | 《摩尼光佛教法仪略》        |
| ----------------------------- | ----------------------- | ----------------- | ------------ | --------------------------- |
| mMustērion                    | mMustērion              | pTa tōn mustērion | mMustērion   | 阿罗瓒（中古波斯文：razan） |

## 经文内容
这部经书当前没有发现保存下来的残片，对其内容所知有限。伊本·纳迪姆在《群书类述》中列举了这部经书十八章的题目。
1. 《关于戴桑尼云（Daysānīyūn）的言说》：一般认为指诺斯替宗教中的巴代桑派（英语：Bardaisan）。
2. 《黑斯塔斯普（Hystaspes）关于被热爱者的证言》：黑斯塔斯普（英语：Vishtaspa）是一位被琐罗亚斯德感化而改宗祆教的国王，摩尼可能引用这种启示文学来阐释自己的神学。
3. 《雅各（Jacob）所传关于灵魂的言说》：摩尼可能在这章中引用《约瑟的祈祷（英语：Prayer of Joseph）》中有关天使雅各的言说来支持自己的神话。
4. 《寡妇之子》
5. 《犹大所传耶稣关于其灵魂的言说》：摩尼可能引用《多马福音》中的记载。
6. 《义人胜利之后的见证之始》：“义人”可能指以诺，这章可能与《以诺书》有关。
7. 《七灵》：论述与七星联系在一起的黑暗力量的化身。
8. 《四灵》：论述与四季联系在一起的黑暗力量的化身。
9. 《嘲讽》：可能描述邪教徒和受迷惑者对摩尼的嘲讽。
10. 《亚当关于耶稣的见证》：引用《亚当启示录（英语：Apocalypse of Adam）》证明从亚当到耶稣的先知传承。
11. 《从宗教堕落的抵御》
12. 此章空缺
13. 《三道壕沟》：论述宇宙的形成，以及囚禁暗魔的“三灾”。
14. 《宇宙的建构维护》：讲述净风创造世界的故事。
15. 《三日》：论述三大光明日以及两种无明暗夜。
16. 《众先知》：讽刺假先知所行的奇迹，讽刺占星家们。
17. 《最后的审判》：论述最后审判日的场景。